# Itambé do Mato Dentro
Itambé do Mato Dentro est une municipalité brésilienne de l'État du Minas Gerais et la microrégion de Conceição do Mato Dentro.